# Заёмный капитал
Заёмный капита́л — капитал, полученный в виде долгового обязательства. В отличие от собственного капитала, имеет конечный срок и подлежит безоговорочному возврату. Обычно предусматривается периодическое начисление процентов в пользу кредитора.
Заёмный капитал подразделяется на краткосрочный (до одного года) и долгосрочный.
Как правило, во время развития компания сталкивается со следующими видами заёмного капитала (перечислены в порядке привлечения):
- векселя
- лизинг
- банковские кредиты
- синдицированные кредиты
- облигации
- кредитные ноты
- секьюритизированные активы[1].

Стоимость источника «заёмный капитал», с учетом российского законодательства, равна

{\displaystyle 1,8*R*(1-T)+(I-1,8)*R}, где
{\displaystyle R} – ставка рефинансирования,
{\displaystyle I} – ставка по кредиту,
{\displaystyle T} – ставка налога на прибыль.